# Amphiura anomala
Amphiura anomala is een slangster uit de familie Amphiuridae.
De wetenschappelijke naam van de soort werd in 1875 gepubliceerd door Theodore Lyman.